# Stefaniola salicorniaramaea
Stefaniola salicorniaramaea är en tvåvingeart som beskrevs av Fedotova 1990. Stefaniola salicorniaramaea ingår i släktet Stefaniola och familjen gallmyggor.
Artens utbredningsområde är Kazakstan. Inga underarter finns listade i Catalogue of Life.